# Ergys Kaçe
Ergys Kaçe (Korça, 1993. július 8. –) albán válogatott labdarúgó, jelenleg a FK Panevėžys játékosa.